# Giorgio Spinola
Giorgio Cristoforo Spinola (nascido em 5 de junho de 1667 em Gênova , 17 de janeiro de 1739 em Roma ) foi um diplomata papal e um cardeal secretário de Estado .

## Vida
Spinola veio de uma família nobre genovesa que produziu vários cardeais entre os séculos XVI e XIX. Ele estudou em Siena e começou sua carreira em 1694 na Signatura Apostólica . Em 1695 ele ficou como um Vizelegat em Ferrara , então ele se tornou o consistório do Santo Ofício . Depois Spinola foi nomeado inquisidor a Malta em 1703, ele recebeu o diaconato em 6 de junho de 1706. Uma semana depois, foi nomeado sacerdote ordenado .
Papa Clemente XI. nomeou-o Arcebispo Titular de Cesaréia na Capadócia em 1º de junho de 1711 . A consagração episcopal deu-lhe seis dias depois o cardeal Fabrizio Paolucci . Os co- consagradores foram Ferdinando Nuzzi e Domenico de Zaoli . Em 6 de julho de 1711, o Papa nomeou Núncio Apostólico Spinola para a Espanha, em 29 de junho, a nomeação foi feita ao trono papal bruxo. Em maio de 1713, Spinola nuncio estava na corte imperial de Viena, onde permaneceu até 1720. Em 29 de novembro de 1719, Clemens XI o levou. ao Colégio dos Cardeais , mais tarde a igreja titular de Sant'Agnese fuori le muraatribuído. Cardeal Spinola participou no conclave do ano 1721.
O novo papa Inocêncio XIII. nomeou-o em 10 de maio de 1721 seu Cardeal Secretário de Estado. Após a eleição de Bento XIII. em 1724 ele perdeu este post novamente. Nos anos seguintes, o cardeal Spinola trabalhou entre outros como legado pontifício em Bolonha, de 1727 a 1731. Em dezembro de 1734, o papa Clemente XII o instruiu . a igreja titular de Santa Maria em Trastevere também. De 1736 a 1737 ele representou o cardeal Annibale Albani como Camerlengo . Em 27 de novembro de 1737, tornou-se cardeal protetor da ordem dos camaldulenses . Depois de passar o mesmo ano na igreja titular de Santa Prassede Cardeal Spinola levantou-se em setembro de 1738 ao cardeal Bishop de Palestrina em. Ele morreu em janeiro do ano seguinte e foi enterrado na igreja romana de San Salvatore delle Coppelle .

## Link Externo
- Fiche du cardinal sur le site fiu.edu